# Rigobert Possek

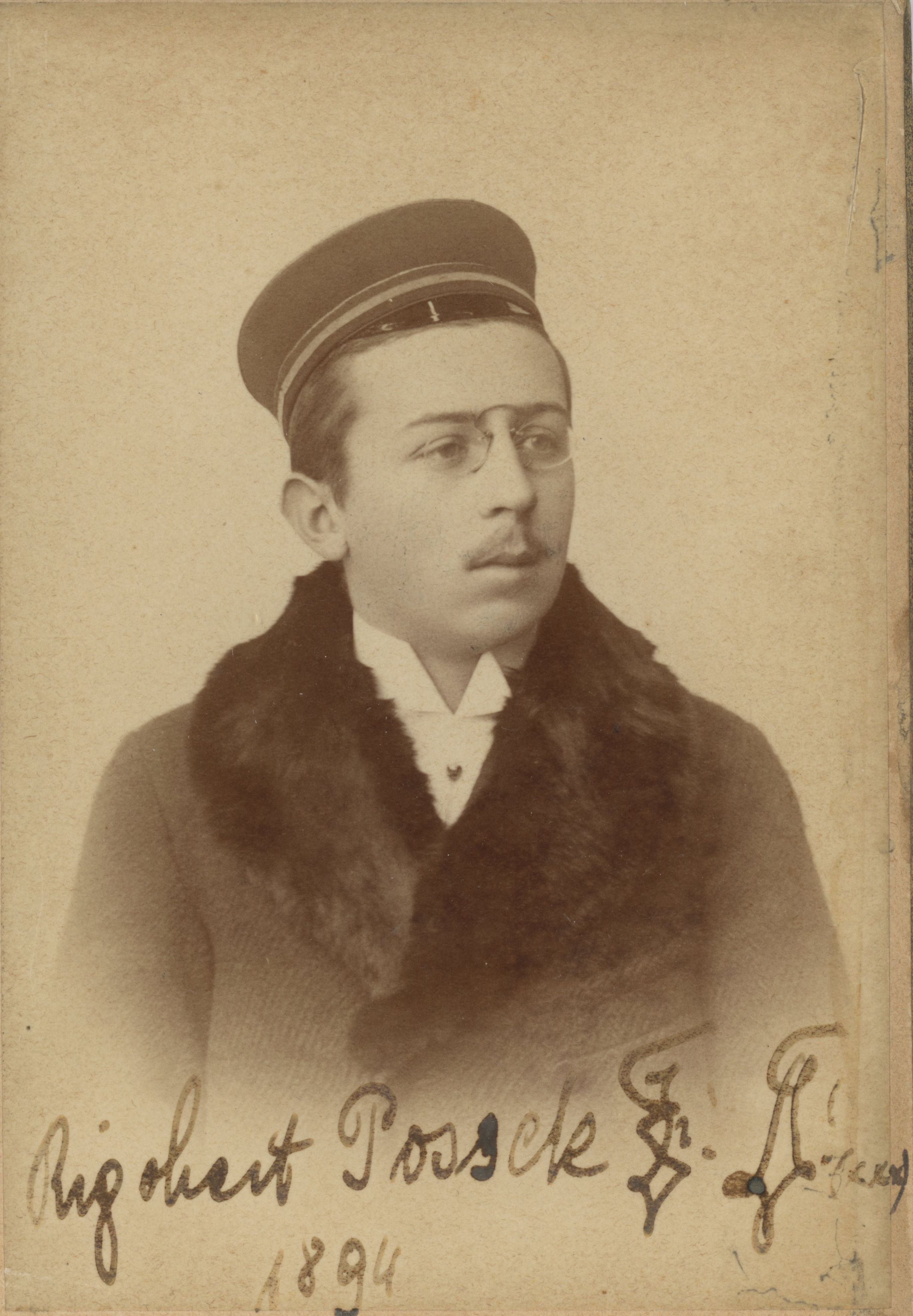
Rigobert Possek (1894)

Rigobert Otto Ludwig Possek (* 5. Dezember 1873 in Leibnitz; † 28. Juni 1937 in Graz) war ein österreichischer Ophthalmologe und Hochschullehrer.

## Leben
Possek war Sohn des Leibnitzer Amtsarztes Ludwig Poššek und dessen Ehefrau Gabriele (geborene Sabin), Tochter eines Arztes aus St. Peter bei Graz, der davor unter anderem Bezirksarzt in Judenburg war. Nach seiner allgemeinen Schulausbildung begann Rigobert Possek an der Universität Graz Medizin zu studieren und wurde 1894 im Corps Joannea recipiert. Er wechselte an die Universität Innsbruck und wurde 1896 auch im Corps Athesia aktiv. Als Inaktiver ging er an die Ludwig-Maximilians-Universität München. 1900 wurde er zum Dr. med. promoviert. Alsbald wurde er  Assistent der Grazer Augenklinik unter Friedrich Dimmer. In den folgenden Jahren besuchte er die Augenkliniken in Breslau, Berlin, Leipzig, Halle, Würzburg und Heidelberg.
Am 16. September 1905 heiratete er in Pettau Irma Klammer, die Tochter des Landtagsabgeordneten und Gutsbesitzers auf Schloss Ebensfeld, Richard Klammer, und dessen Ehefrau Irma Klammer (geborene van Schwartzer). Als Beistände fungierten für die Braut, deren Oheim, der königlich ungarische Hofrat Ottó Schwartzer von Barbacz, ein Psychiater und Mitglied des ungarischen Magnatenhauses, und für den Bräutigam der Grazer Universitätsprofessor Adolf Sachsalber, der sich nur wenige Monate später das Leben nahm.
Nach Graz zurückgekehrt, habilitierte er sich 1908 für Augenheilkunde. Vom  August 1914 bis Dezember 1918 diente er in der Gemeinsamen Armee. Eine Zeitlang war er als Oberarzt im Garnisonsspital von Kaschau mit der Betreuung der dort zusammengezogenen Trachomkranken des östlichen Kriegsschauplatzes betraut. 1921, in der Ersten Republik, wurde  er Primarius der Augenabteilung vom Spital der Barmherzigen  Brüder in Eggenberg (Graz). 1922 erhielt er ein Extraordinariat. Als einer der ersten setzte er 1917 Milchinjektionen zur Abortivbehandlung der Ophthalmoblennorrhoe ein. Er wies auch auf die unspezifischen Heilmethoden bei der Behandlung syphilitischer Augenkrankheiten hin. Beerdigt ist er auf dem Friedhof St. Leonhard. In den Kösener Corpslisten 1996 steht er noch unter Joannea und Teutonia Graz.
Am 28. Juni 1937 starb Possek im Alter von 63 Jahren an Myodegeneratio cordis, einer heterogenen nicht entzündlichen Herzkrankheit, in seiner Grazer Wohnung in der Naglergasse 46, gegenüber der Grazer Herz-Jesu-Kirche.

## Ehrungen
- Ehrenband des Akademischen Corps Teutonia zu Graz (1920)[6]

## Publikationen
- Ueber Cysten und cystenartige Bildungen der Conjunctiva. Ophthalmologica 9 (1903), S. 451–463.
- Ueber den Gehalt des Glaskörpers an normalen und immunisatorisch erzeugten Zytotoxinen (1906)
- Ein Fall von kortikaler Hemianopsie nach einem Trauma. Ophthalmologica 13 (1905), S. 794–803.
- Schilddrüse und Auge (1907)
- Ueber die antigenetische Wirkung des Glaskörpers (1907)
- Die Theorien über die Entstehung der Alterskatarakt (1908)
- Zur  Aetiologie der  Linsentrübungen (1909)
- Therapeutische Technik und Pflege bei Augenkrankheiten. Enke, Stuttgart 1911.